# Parques Nacionais da Etiópia

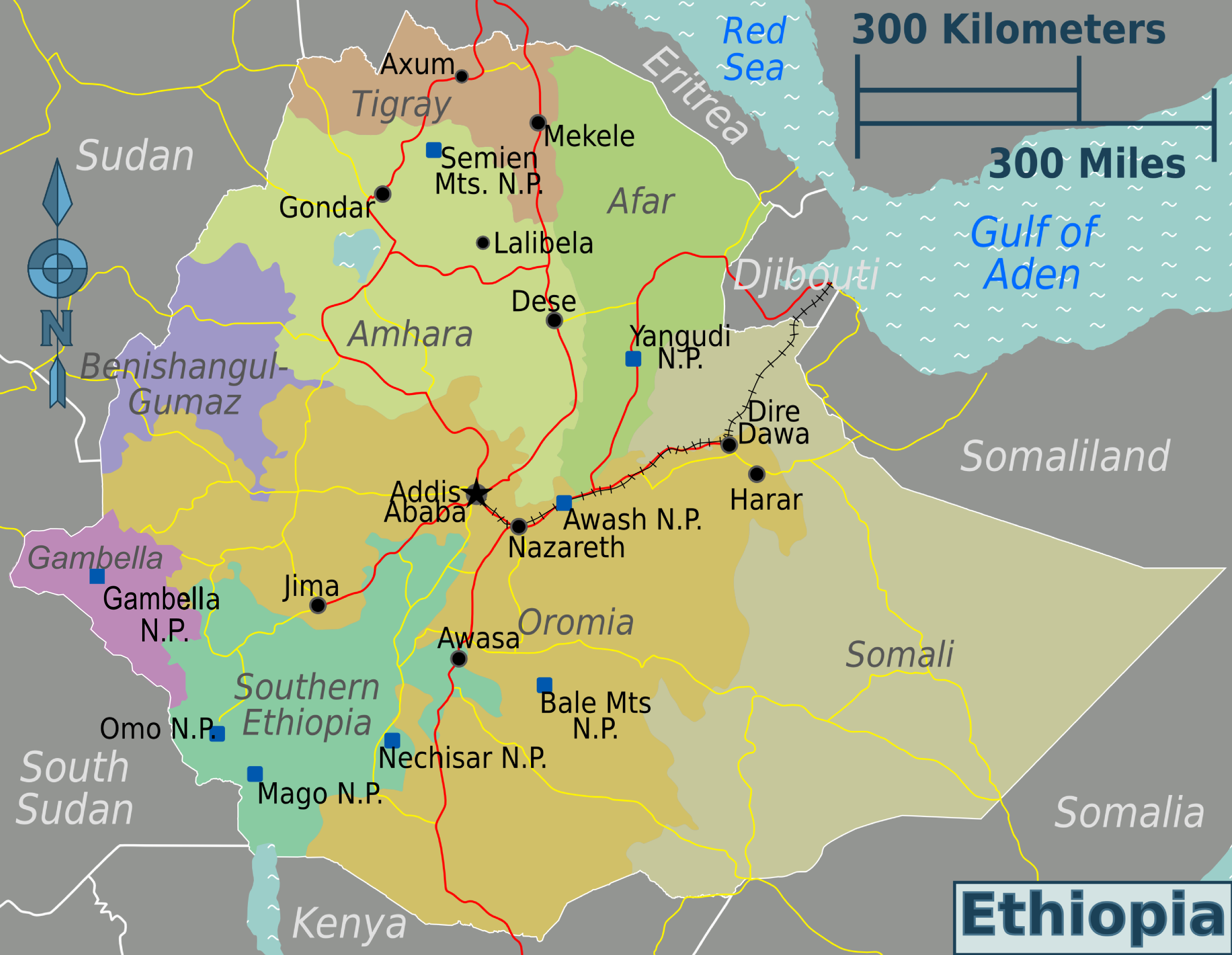
Mapa das regiões etíopes com parques nacionais

A Etiópia possui uma ampla variedade de ecossistemas, variando de 120 m abaixo do nível do mar, desde a Depressão de Danakil até a 4.618 m de altitude do Monte Ras Dejen, o quarto pico da África, nas Montanhas Simen. Sua característica mais marcante é o Grande Vale do Rift, que atravessa todo o país de sudoeste a nordeste. No centro do país há um planalto margeado por falésias a noroeste e descidas mais suaves a leste e oeste. No país há uma variedade de parques nacionais representativos de diferentes paisagens.

## Parques nacionais

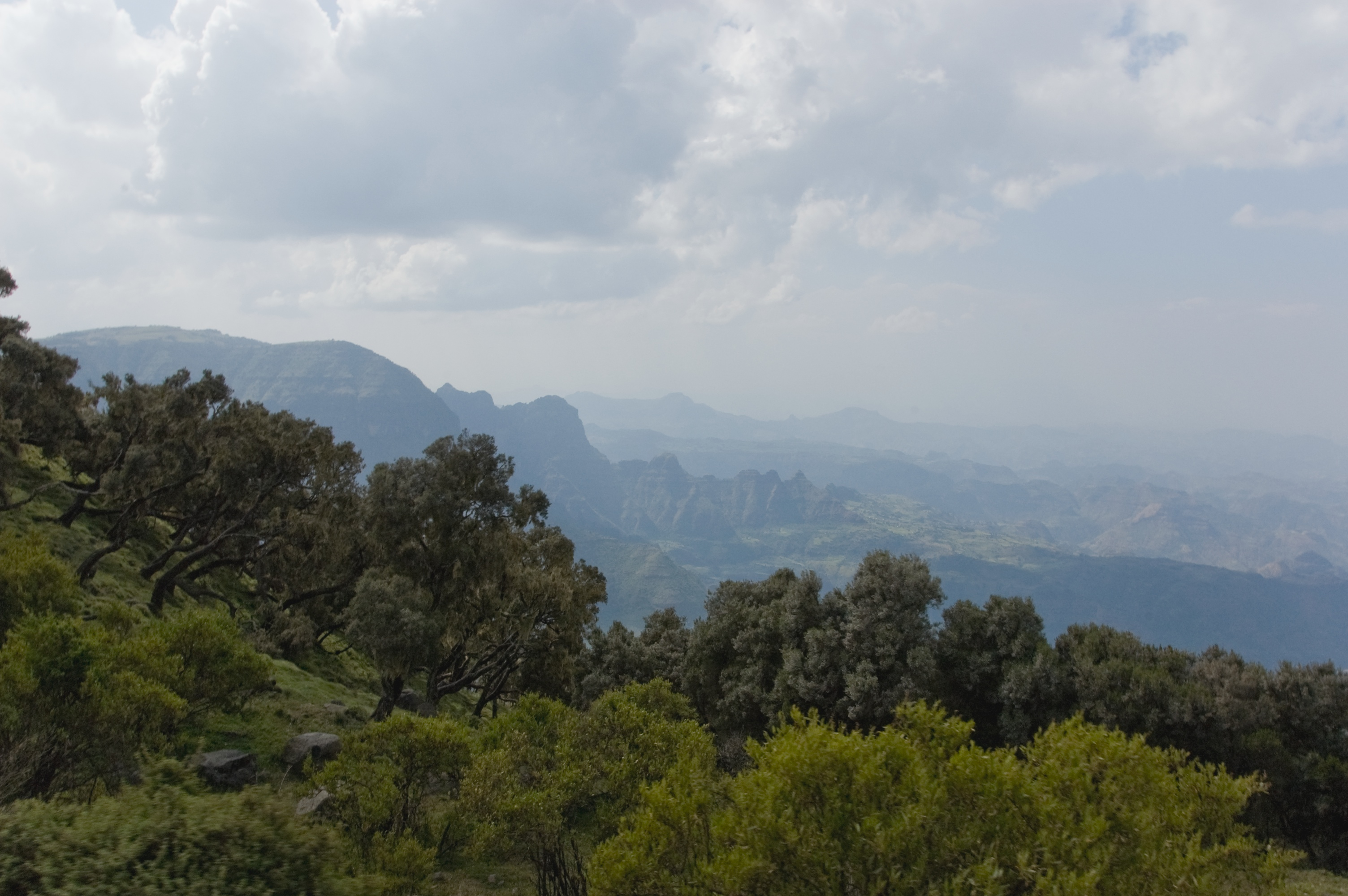
Parque Nacional do Simien

Parque Nacional de Abijatta-Shalla, 887 km2, no centro, no Vale do Rift, entre 1.540 e 2.075 m de altitude, inclui os lagos Abijatta e Shala. Tem um grande número de flamingos.
Parque Nacional de Omo, 4.068 km2. É o parque mais remoto, no sudoeste. É povoado por diversos grupos étnicos e foi criado como resultado da descoberta de fósseis humanos dos homens de Kibish.
Parque Nacional do Simien, 220 km2, inclui o pico mais alto da Etiópia, Monte Ras Dejen, inclui florestas alpinas entre 3000 e 3800 m, prados, desfiladeiros e espécies ameaçadas, como geladas e caracal.